# Phallotorynus
Phallotorynus es un género de peces actinopeterigios de agua dulce, distribuidos por ríos de la vertiente atlántica de América del Sur.

## Especies
Existen seis especies reconocidas en este género:
- Phallotorynus dispilos Lucinda, Rosa y Reis, 2005
- Phallotorynus fasciolatus Henn, 1916
- Phallotorynus jucundus Ihering, 1930
- Phallotorynus pankalos Lucinda, Rosa y Reis, 2005
- Phallotorynus psittakos Lucinda, Rosa y Reis, 2005
- Phallotorynus victoriae Oliveros, 1983